# Mercedes-Benz W128
O Mercedes-Benz W128 é um carro de luxo de seis cilindros em linha produzido pela Mercedes-Benz como 220 SE de 1958 a 1960, como sedã, cupê e conversível. Uma versão mais potente do quase idêntico W180 220 S, ele recebeu a versão M127 com injeção eletrônica do motor M180 de 2,2 L da Mercedes e um "E" no nome para Einspritzung, injeção eletrônica em alemão. O 220 SE foi o último modelo novo da linha "Ponton", com design e estilo que remontavam ao sedã W120 de 1953, do qual derivava.
Na época, o conversível custava DM 23.400. Quase todas as superfícies internas do cupê e do conversível eram revestidas em madeira ou couro, e havia porta-malas com interior de couro disponível. No entanto, direção hidráulica, vidros elétricos, ar-condicionado e transmissão automática não estavam disponíveis (embora uma embreagem automática fosse oferecida com a transmissão manual de 4 marchas montada na coluna).
O sedã W128 foi sucedido em 1959 pelo W111 220 SEb "Fintail", e o cupê e o conversível W128, em 1961 e 1962, por substitutos mais discretos da Paul Bracq, também chamados de 220 SEb.